# توره پدرسون
توره پدرسون (۲۹ سپتامبر ۱۹۶۹) یک بازیکن فوتبال اهل نروژ است. وی در تیم ملی فوتبال نروژ بازی کرده‌است.